# 984

## Esdeveniments
- Enric II, duc de Baviera, segresta el rei nen Otó III.
- L'antipapa Bonifaci VII assassina el Papa Joan XIV.
- Cèntul III esdevé vescomte de Bearn a la mort del seu pare, Gastó I.[1]

## Necrològiques
- Joan XIV, Papa.